# ویژوال سورس‌سیف
بخشی از مجموعهٔ ویژوال استودیو شرکت مایکروسافت که برای انجام عملیات سورس کنترل طراحی شده‌است. این برنامهٔ اختیاری در صورت نصب، قابلیت کنترل و پی‌گیری ورژن‌های مختلف کد را به برنامه‌نویس می‌دهد که برای برنامه‌های پیچیده و به خصوص با چند برنامه‌نویس قابلیتی حیاتی است.
این برنامه به صورت افزودنی (Add-in) برای محیط‌های برنامه‌نویسی ویژوال استودیو در می‌آید و امکان انجام سورس کنترل از همانجا را به کاربر می‌دهد.